# Walnut Grove (Georgia)
Walnut Grove è una città degli Stati Uniti d'America, situata in Georgia, nella Contea di Walton.